# Encarnación Lazarte
Encarnación Lazarte Zurita (Sunchu Pampa, Bolivia; 27 de marzo de 1938) más conocida como Encarna Lazarte, es una cantante y compositora en lengua quechua nacida en la comunidad de Sunchu Pampa de la provincia de Germán Jordán en el departamento de Cochabamba, Bolivia. 
Es la primera mujer quechua boliviana que comenzó a grabar, en 1963, la música tradicional del valle cochabambino, como las coplas de carnaval (takipayanakus), las coplas de las coplas de Todos Santos (Wiphaylas o Wiphaylalitas) y otros ritmos, dando lugar al movimiento artístico rural en Bolivia, ya que hasta entonces sólo los artistas urbanos tenían las posibilidades para grabar.

## Biografía
Nació en 1938 en la comunidad de Sunchu Pampa, en la provincia de Germán Jordán, departamento de Cochabamba, Bolivia. Hija de Emeterio Lazarte y Maria Zurita, una pareja de pongos o colonos de un terrateniente muy conocido de Cliza, por eso es analfabeta, no sabe leer ni escribir, ya que no tuvo la oportunidad de estudiar, o mejor dicho no le permitieron estudiar. Tuvo nueve (9) hermanos. Está casada con Ángel Ochoa y tienen tres hijos: Teresa, Hortencia y Pedro. Actualmente, vive con su familia en la comunidad de Porvenir, a dos km del pueblo de Tolata, capital de la tercera sección municipal de la provincia Germán Jordán; y la mayor parte de su tiempo dedicada al cuidado de sus animales y a la agricultura.
«Doña Encarna Lazarte» es una de las copleras más reconocidas del Valle Alto de Cochabamba, admirada y respetada por todos los copleros como la «mama Encarna», en reconocimiento de que ella es como la madre de las coplas y las copleras y copleros del valle cochabambino. También es conocida como la «cholita cliceña», la cholita que fue capaz de movilizar multitudes en Bolivia para poder escucharla, una campesina que hizo vibrar el sentimiento quechua en todo el país. Hoy aún participa en algunos festivales y ferias como invitada de honor.

## Inicios como cantante
El 2 de mayo de 1963, por azares de la vida, fue «descubierta» en la víspera de la fiesta de Santa Vera Cruz. Esa noche ella había cantado las coplas dedicadas a Santa Vera Cruz, como es costumbre, acompañada por el acordeonista Ananías Soto, sin enterarse de que alguien le registraba su voz en una grabadora portátil, con la intención de llevarlo después al disco por su propia cuenta. Era el humorista quechua, Francisco (Panchito) Sosa, que trabajaba en «Pro Disco», una empresa disquera apenas fundada, llamada más tarde «Lauro y Cia.» El dueño de la disquera, Laureano Rojas, al escuchar la grabación determinó que debían grabar con la misma cholita. Pero, como no sabían su nombre ni su lugar de procedencia, tuvieron que buscarla hasta encontrarla por medio de una radio, ofreciendo una recompensa económica.

## Grabaciones
Al ser encontrada doña Encarna Lazarte, inmediatamente el dueño de la disquera le ofreció grabar un disco. Cantar en un estudio de grabación para ella no fue fácil, ya que no estaba acostumbrada a cantar en un estudio y con un micrófono al frente, de pronto se olvidaba o descompasaba al grabar, lo cual llevó a pensar a los dueños de la empresa que tal vez era por falta de pago, pero, ella se enojó y casi abandonó la grabación, argumentando que «nunca había cobrado por cantar para el Tatala, y lo que cabría era traer comida y chicha para brindar».
La primera grabación fue todo un éxito, causó una gran sensación entre los habitantes del área rural sus temas como: «Santa Vera Cruz», «Tata Espíritu» y «Todos Santos». Posteriormente, se sumaron otros discos y canciones, como las dedicadas a la fiesta de la Pascua. Sus discos y casetes fueron vendidos en Bolivia, Argentina, Perú y Estados Unidos. Su descubridor Francisco Sosa menciona que «Ningún artista que grabó en Lauro ha logrado batir aquel record de ventas» que logró doña Encarna.
El éxito de Encarna Lazarte fue bien aprovechada por la empresa disquera, le abrió hacia un masivo público que le proporcionó grandes ganancias, como lo afirma el mismo dueño: «me dio buenas utilidades para amortiguar las deudas que contraje para instalar una industria disquera con la tecnología del microsurco, que era nueva en Bolivia». Lamentablemente para ella no fue nada favorable, con la venta de sus primeros discos apenas se pudo comprar tres arrobas de tierra, tres vacas lecheras y otros bienes indispensables. Su arte no fue compensado de manera justa en el contrato que firmó, sin embargo, no dejó de insistir en una remuneración económica por sus discos y casetes que se vendían como pan caliente, sin encontrar una respuesta favorable a sus demandas, a excepción de una compensación en material escolar para sus tres hijos.
Después de muchos años, recientemente se ha lanzado al mercado un disco compacto con una selección de los temas de éxito, en homenaje a sus más de 50 años de vida artística, ante mucha insistencia de la autora, ya que el dueño de la empresa se ha negado reeditar sus discos en los nuevos soportes, con el pretexto de que las cintas maestras se quemaron en un incendio.

## Giras de presentación
Luego del éxito disquero, comenzaron las giras artísticas por varias ciudades de Bolivia, como Oruro, Potosí y varios distritos potosinos y otras ciudades. En la ciudad de Potosí, ante el éxito rotundo y la exigencia del público, sus presentaciones en el Teatro Omiste tuvieron que realizarse en tres turnos: matiné, tanda y noche.
El radialista Raúl Cardona de la ciudad de Cochabamba, conocido en el ambiente musical de entonces, por traer cantantes del exterior para presentarse en Bolivia, fue quien le hizo conocer en todo el país, en dos oportunidades la llevó como a la primera estrella de caravanas de artistas de la más alta calidad, ellos tuvieron que cederle el cierre del espectáculo. El impacto popular de la irrupción de doña Encarna en el mundo del espectáculo, se resume en el testimonio de Cardona: «He traído artistas del exterior, como a Rosita Quintana, Libertad Lamarque, con ninguna logré las recaudaciones de los espectáculos que presentaba la cholita».

## Reconocimientos
- 1966: Trofeo por la mejor canción boliviana «Santa Vera Cruz», entregada por Laureano Rojas.
- 1990: Noviembre. Trofeo Taquiña, primer puesto en el «IV Concurso de Wallunk'as», Fiesta de San Andrés.
- 1990: Diploma de reconocimiento por su habilidad musical en coplas, cuecas y huayños, concedido por el programa radial «Arte y Folklore» de Radio Sipe Sipe.
- 1994: Noviembre. Premio anual Teófilo Vargas al «Mérito artístico musical», por parte del gobierno municipal del Cercado.
- 2010: 13 de septiembre. Distinción Alejo Calatayud, Medalla del Bicentenario al «Mérito Cultural», otorgado por el municipio del Cercado.
- 2010: 38 de octubre. Condecoración «Mártires y Héroes en el Bicentenario de Cochabamba», conferido por la Asamblea Legislativa Departamental de Cochabamba.

## Testimonio
«Otro hubiera sido su futuro»

«Si hubiera tenido escuela, otro hubiera sido su futuro y mejor porque, con su voz tan fina como la tiene, hubiese sido otra cosa con la señora Encarnación Lazarte. Ella, a lo que escucha ha interpretado inmediatamente, en otras palabras tiene un talento innato en componer la letra de una determinada música de dos o tres estrofas y nada más. Es una verdadera poeta en idioma originario, el quechua.

Tiene un sentimiento único a su folklore y ha escogido las letras que más le gusta a la gente del área rural.
El señor Laureano Rojas le ha hecho grabar sin ninguna instrucción musical; ha grabado lo que ha podido en huayños, cuecas y las tradicionales coplas de Santa Vera Cruz, Todos Santos y Carnavales. Todo es inspiración propia».
Patricio Uzeda, docente de música

## Producción
- Tonadas Santa Veracruz, 1965
- Urpi ama waqaychu (Cueca), 1966
- Torkasa (Cueca), coautoría con Pascual Cano, 1969
- Rosas Ulinkati (Takipayanaku), 1969
- Kacharpaya (Wayñu)
- 50 años, Coplas de Santa Vera Cruz, 2010